# فرگوس کریک
فرگوس ایان میوردن کِرِیک (انگلیسی: Fergus Ian Muirden Craik؛ زادهٔ ۱۷ آوریل ۱۹۳۵) یک دانشمند، متخصص و پژوهشگر در زمینه روان‌شناسی شناختی اهل اسکاتلند است.
شهرت او به‌واسطهٔ پژوهش‌هایش در زمینهٔ «اثر سطوح پردازش» (Levels-of-Processing Effect) در حافظهٔ انسان است که آنها را با همکاری رابرت لاکهارت در سال ۱۹۷۲ در دانشگاه تورنتو و اندل تولوینگ در سال ۱۹۷۵ به‌انجام رساند. او یکی از پیشگامان حوزهٔ «حافظه توجه»، «حافظه و سالخوردگی» و «نوروسایکولوژی شناختی» است.
وی همچنین در سال ۲۰۰۸ میلادی همکار انجمن سلطنتی شد و تا کنون جوایز فراوانی را بابت کارهای علمی‌اش دریافت داشته‌است.